# Назарьевы
Назарьевы — древний русский дворянский род, из рязанских бояр.
Фамилия Назарьевых, как показано в родословных, начинается от Назария Юрьевича по прозванию Шлыков, который был боярином при великом князе Иоанне Феодоровиче Рязанском.
Род внесён Губернским дворянским депутатским собранием в VI часть дворянской родословной книги Симбирской губернии Российской империи.
Существует ещё шесть родов Назарьевых более позднего происхождения.
Однородцы Назарьевых: Булгаковы, Измайловы.

## Описание герба
В серебряном поле щита крестообразно две стрелы, летящие вверх сквозь лавровый венок.
На щите дворянский коронованный шлем. Нашлемник: три страусовых пера. Намёт на щите серебряный, подложенный зелёным. Герб Назарьевых был записан в Часть III Общего гербовника дворянских родов Всероссийской империи, страница 18.

## Родословная роспись
1. Шай, муж честен и храбр (в крещении Иоанн), от племени ханского выехал со многими людьми к великому князю Олегу Ивановичу Рязанскому.
2. Иван Иванович Шаин, черниговский воевода, переселившийся в конце XIV века из Чернигова в Рязань.
3. Константин Иванович.
4. Юрий Константинович.
5. Назарий Юрьевич, рязанский боярин во второй половине XV века. Родоначальник Назарьевых[3][4].

## Известные представители
- Назарьев Иван — выборный земский судья, воевода в Волоке-Пинежском (1606).
- Назарьев Сергей Иванович — каширский городовой дворянин (1629).
- Назарьевы: Борис Суворов, Борис Патрикеевич, Максим и Астафий Федоровичи — московские дворяне (1677—1692).
- Назарьев Михаил Фёдорович — воевода в Яблоневе (1687).
- Назарьевы: Илья Суволров, Илья Патрикеев, Гордей Афанасьевич — стряпчие (1692).
- Назарьев Илья Патрикеевич — стольник (1682)[5][6].
- Назарьев Валериан Никанорович (1829—1902) — общественный деятель, публицист.